# Hammershus
Hammershus [hɑməʀsˈhuːʔs] war eine stark befestigte Burg an der Nordwestseite der dänischen Insel Bornholm. Heute ist es einer der größten zusammenhängenden Burgruinen-Komplexe Nordeuropas. Sie liegt auf einer Klippe 74 Meter über dem Meer und ist von einer 750 Meter langen Ringmauer umgeben. Seit dem Übergang Schonens von Dänemark an Schweden im 17. Jahrhundert liegt sie Deutschland und Schweden näher als dem übrigen Dänemark.

## Geschichte

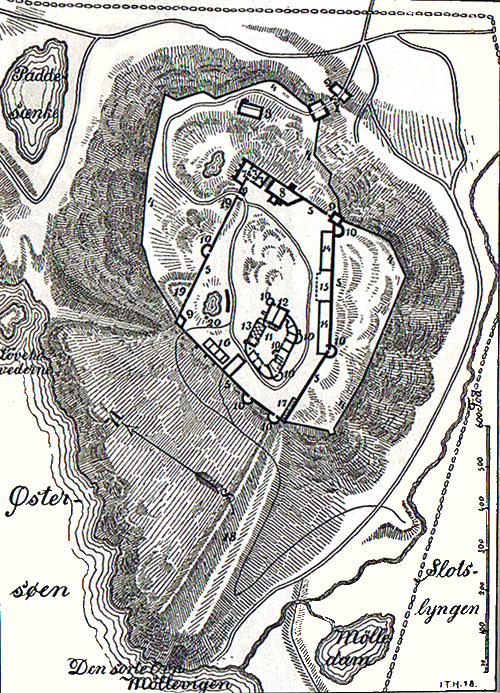
Plan der Anlage von J. Th. Hansen

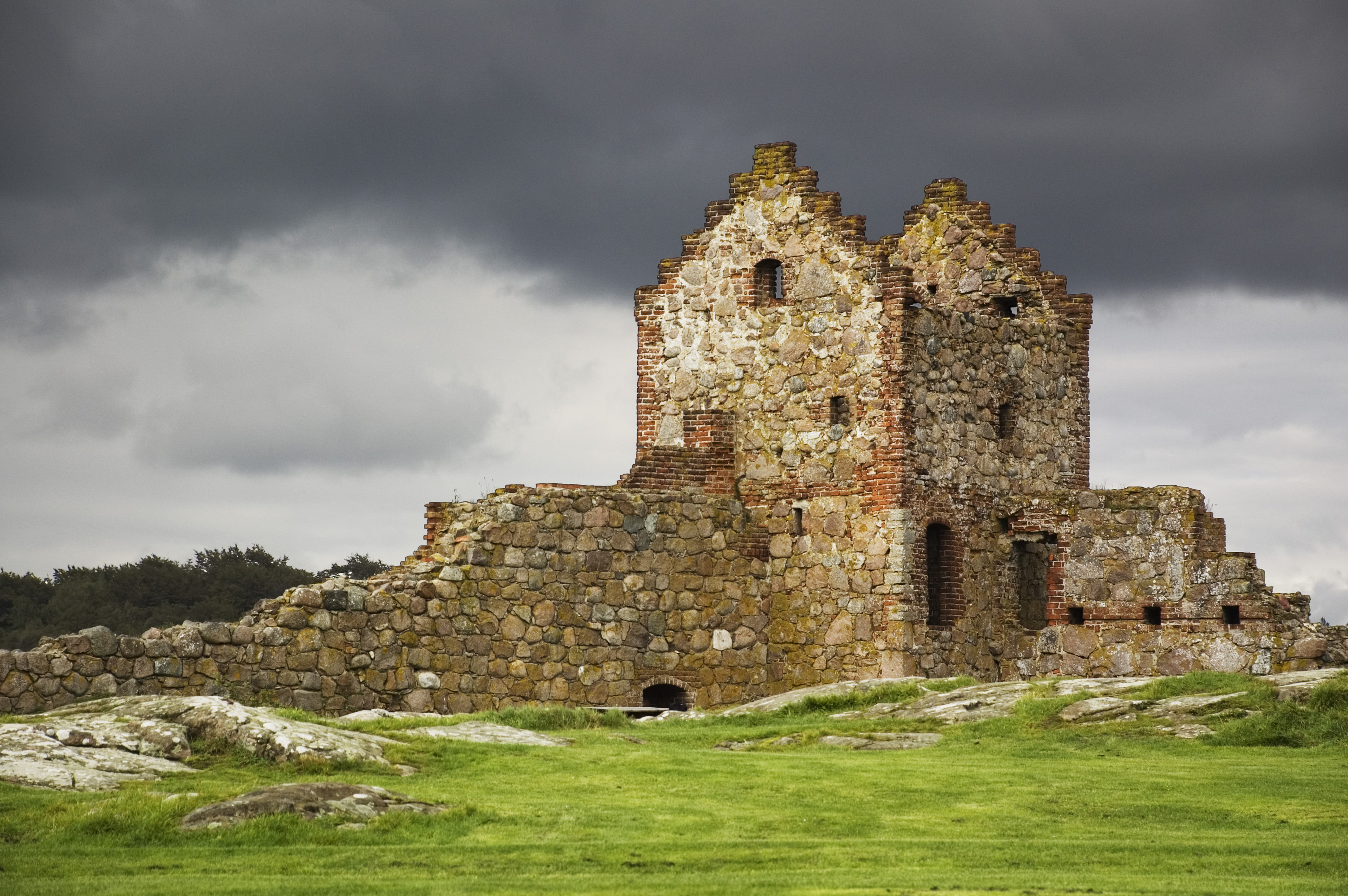
Eingang zur inneren Burg

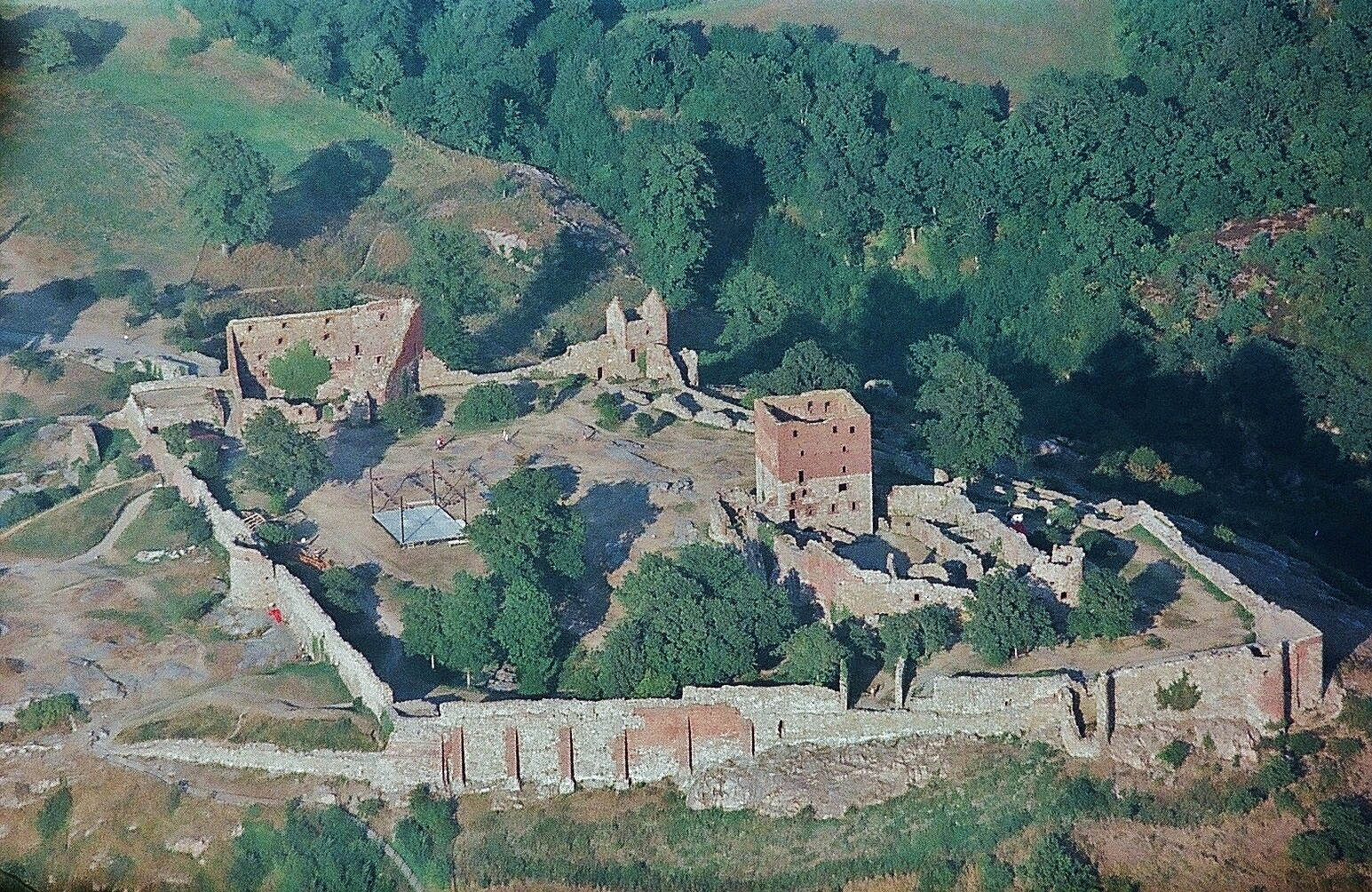
Luftbild, Übersicht

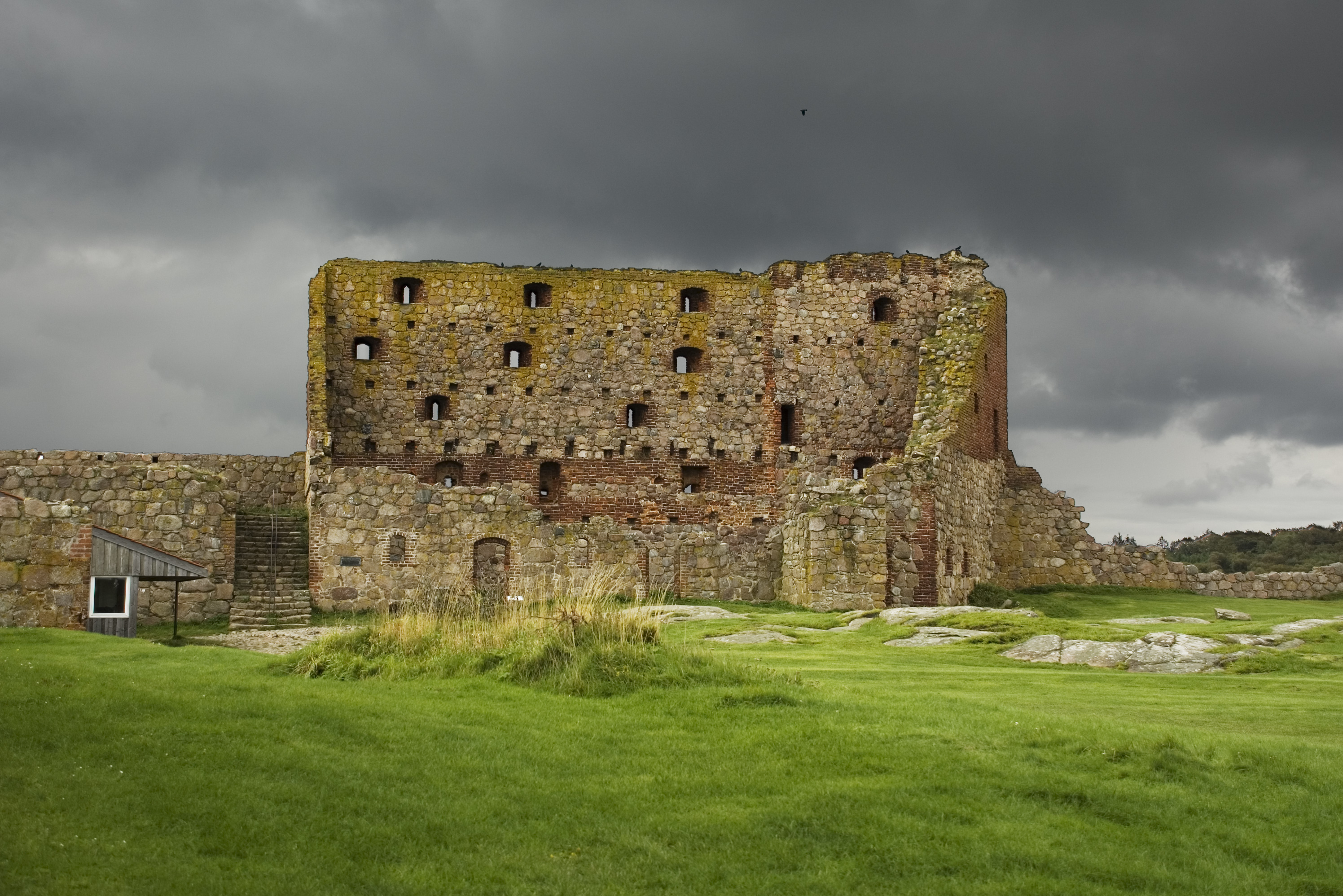
Gemäuer

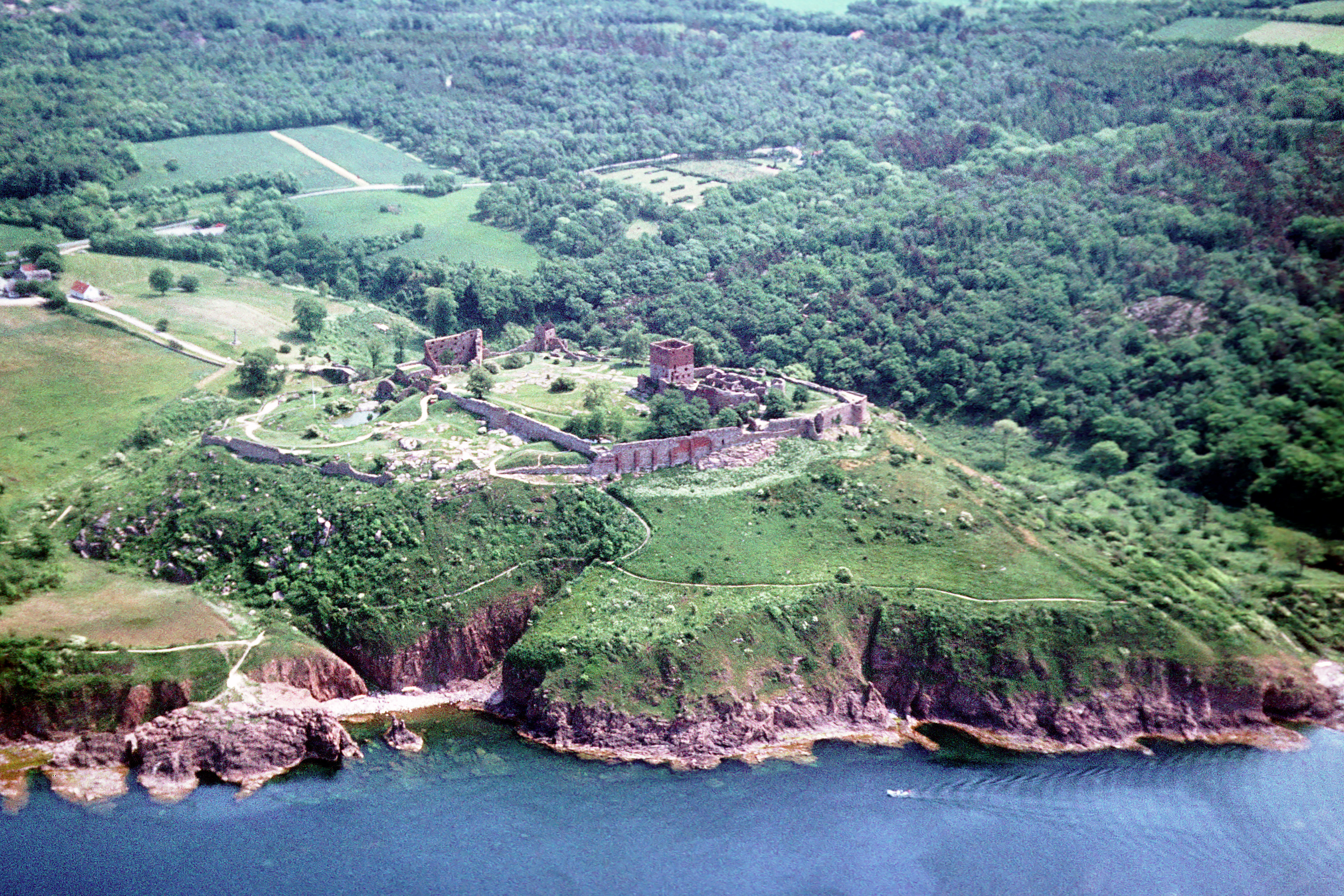
Luftbild, Lage

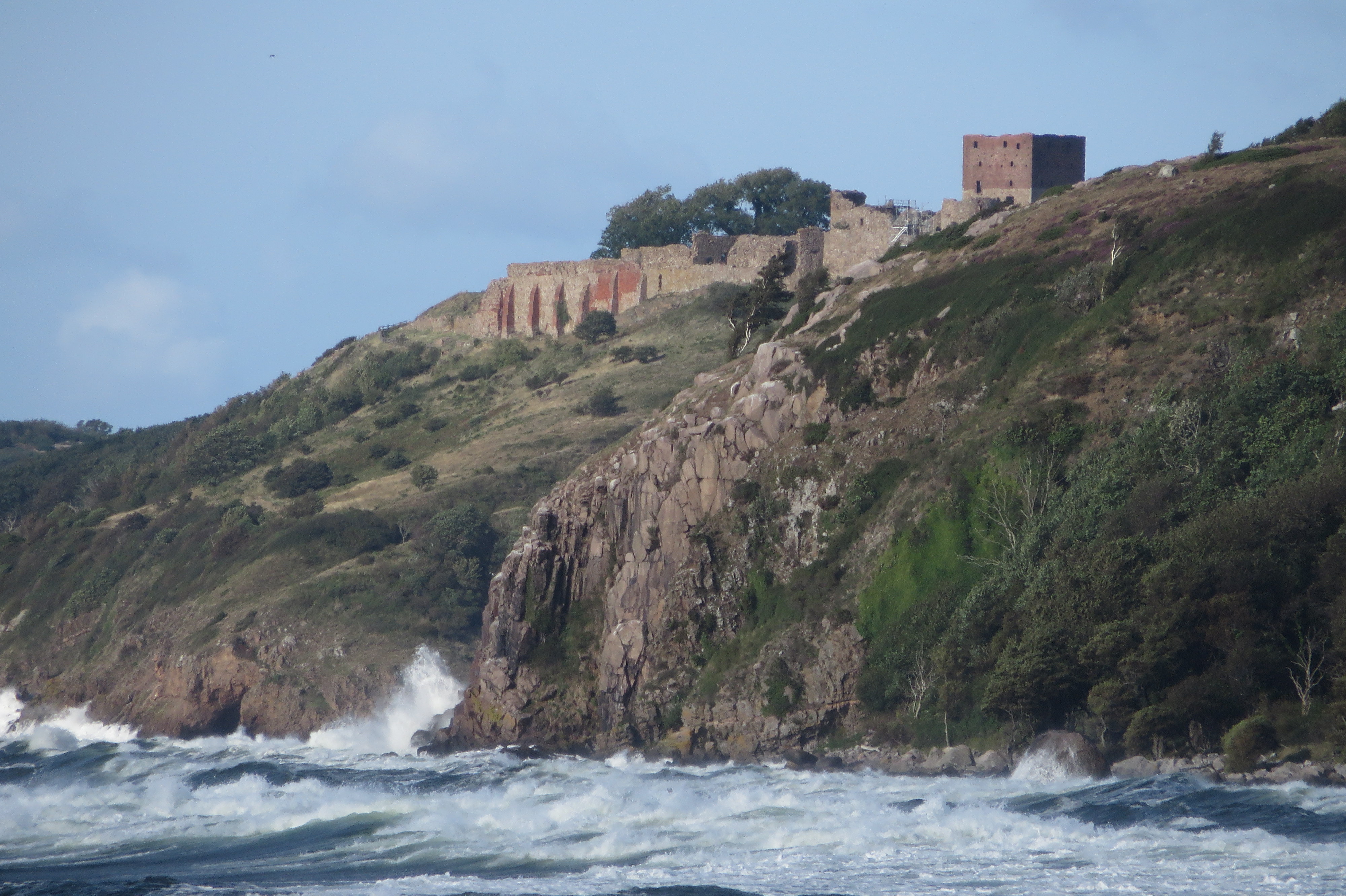
Blick von Vang auf Hammershus

Hammershus wurde im Laufe des 13. Jahrhunderts erbaut und war bis ins 16. Jahrhundert hauptsächlich im Besitz der Erzbischöfe von Lund. Bei den Kämpfen zwischen den Erzbischöfen und den dänischen Königen um die Vorherrschaft auf Bornholm ging die Burg mehrfach an letztere über, zum Beispiel 1259, 1265, 1319 und 1325. 1521 kam sie in den Besitz von Christian II., der hier den Bischof Jens Andersen Beldenak gefangen hielt. Im gleichen Jahr wurde die Burg von der Lübecker Hanse erobert.
In den Kämpfen zwischen Christian II. und seinem Nachfolger Frederik I. erhielt Frederik Unterstützung durch eine Lübecker Flotte und musste als Entschädigung 1525 Bornholm für 50 Jahre an Lübeck verpfänden. Während dieser Zeit war Hammershus Sitz der Lübecker Vögte und wurde besonders unter dem Lübecker Vogt Bernt Knop (1525–1543) zur größten Burganlage Nordeuropas ausgebaut. Letzter Lübecker Amtmann auf Bornholm war von 1573 bis zur Rückgabe der Insel der Ratsherr Mattheus Tidemann. Als 1575 das Pfand abgelaufen war, wurde Bornholm ein Lehen der dänischen Krone. Der Lehnsmann hatte die Burg als Residenz, musste sie aber auch erhalten. Das hatte zur Folge, dass die Burg langsam verfiel; die Lehnsmänner zogen es vor, in Rønne oder einem der großen Höfe der Insel zu wohnen.
Im Jahre 1658 war Hammershus kurzzeitig von Schweden besetzt, doch nach einem Aufstand der Bornholmer Bevölkerung mussten diese die Burg wieder verlassen. Zwischen 1660 und 1661 wurde Leonora Christina, die Tochter des dänischen Königs Christian IV., mit ihrem Mann, dem Staatverräter Corfitz Ulfeldt, in Hammershus festgehalten. Auch später diente die Burg oft als Staatsgefängnis.
Im Jahr 1743 wurde die Burg aufgegeben. Infolgedessen wurden Teile des Komplexes zur Gewinnung von Baumaterial abgerissen, bis die Ruine 1822 durch einen königlichen Erlass unter Denkmalschutz gestellt wurde. Im Jahr 1890 begannen erste Konservierungsmaßnahmen, die sich mit Unterbrechungen bis zum heutigen Tag fortsetzten. Die Ruine ist heute ein beliebtes Touristenziel.

## Aufbau
Die Anlage besteht aus einem Innenhof und zwei Außenhöfen. Beherrscht wird die Festung durch einen riesigen, rechteckigen Donjon. Der Innenhof konnte durch einen quadratischen Torturm erreicht werden. Er ist durch eine neun Meter hohe Ringmauer mit Flankentürmen geschützt. Die einzelnen Gebäude lehnten an die Innenwand der Mauer. Ein Wachtturm und eine kleine Schlucht verhinderten ein unbemerktes Näherkommen.